# Internet Adult Film Database
Die Internet Adult Film Database (Akronym: IAFD) ist eine Internet-Datenbank, die Informationen über Pornodarsteller und -filme und deren Regisseure enthält. Sie ist öffentlich zugänglich und durchsuchbar. Nach eigenen Angaben enthält die Datenbank über 540.000 Filme und über 207.000 Darsteller.
Die IAFD begann als Idee des Niederländers Peter van Aarle (1962–2005), einem Moderator der Newsgroup rec.arts.movies.erotica, der seit 1981 Daten über Pornofilme gesammelt hatte und bis zu seinem Tod 2005 (er starb nach einem Herzinfarkt) weiter beitrug. 1995 war eine erste Version der IAFD kurzzeitig im Internet verfügbar. 1999 erfolgte der Neustart mit eigener Domain und in Zusammenarbeit mit der Website von rec.arts.movies.erotica. Seit van Aarles Tod wird die Datenbank von einer Gruppe von Freiwilligen betreut.